# Megalothorax
Megalothorax (лат.) — род слитнобрюхих коллембол из семейства Neelidae. Распространён широко во всех зоогеографических областях (кроме полярных регионов). К роду относятся одни из мельчайших почвенных членистоногих.

## Описание
Размер тела 0,2—0,7 мм. Окраска обычно белая или сероватая, у некоторых видов тело испещрено чёрными, коричневыми, оранжевыми или красными пигментами. Пигментация, если она присутствует, обычно сильнее у самых старых экземпляров. Глаза всегда отсутствуют, усики короче диагонали головы. Антенномеры III и IV слиты вместе. Тело шаровидной формы за счёт развития грудного отдела и слияния отделов Th III с Abd I—V (большое брюшко). Имеют две пары сенсорных полей на голове и по четыре пары на грудных и брюшных сегментах; четырнадцать пар wrc; две пары неосминтуроидных хет.

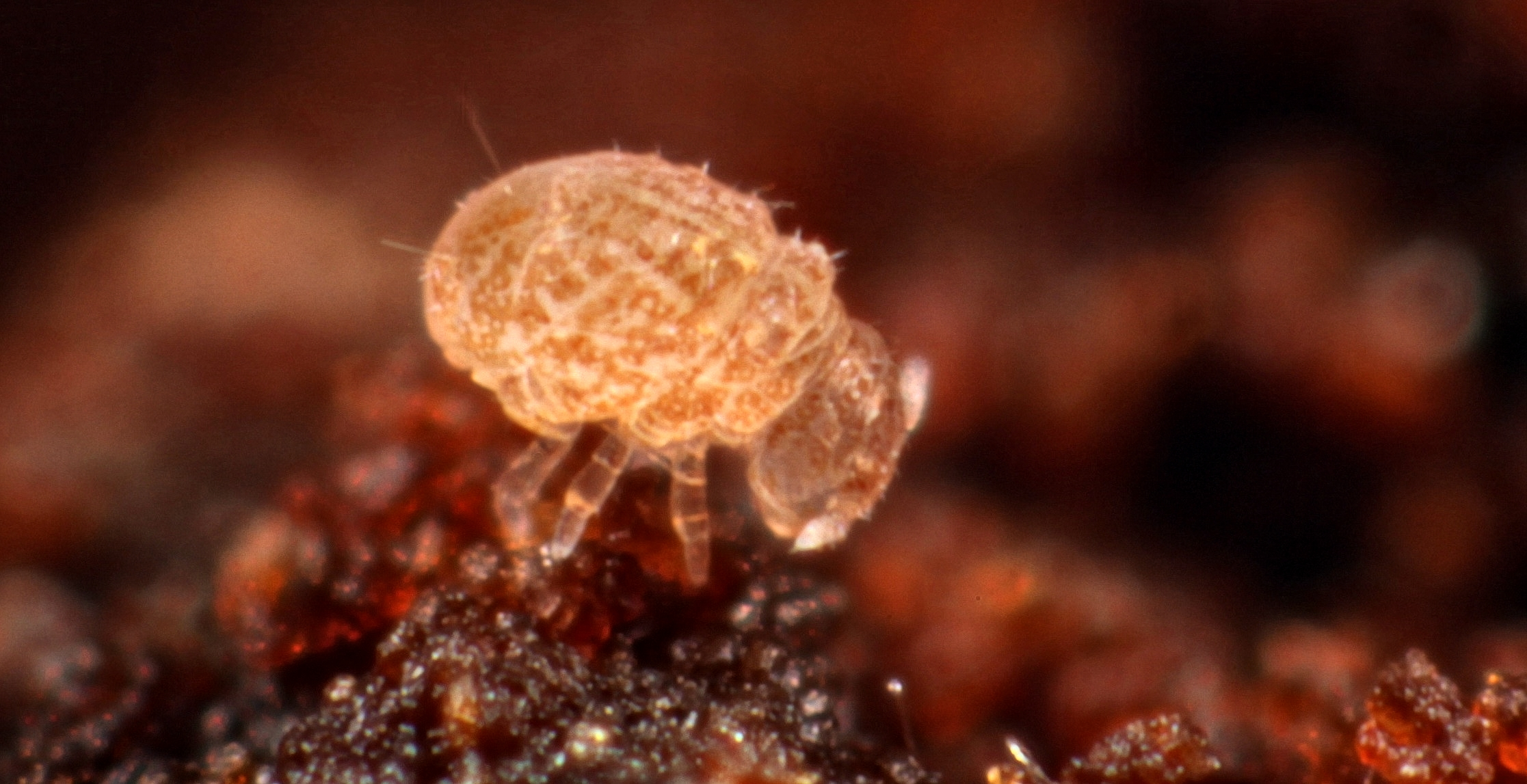

## Систематика
Известно около 40 видов. Род был впервые выделен в 1900 году бельгийским энтомологом Виктором Виллемом (1866—1952). Megalothorax представляет собой крупнейший по числу видов род из отряда Neelipleona.
- Megalothorax albus (E.A.Maynard, 1951)
- Megalothorax anterolenis C.Schneider, M.A.Minor & C.A.D’Haese, 2023[4]
- Megalothorax aquaticus Stach, 1951
- Megalothorax australis C.Delamare Deboutteville & Z.Massoud, 1963
- Megalothorax boerneri Schneider & Panina, 2023[6]
- Megalothorax boneti J.Stach, 1960
- Megalothorax carpaticus V.Papác & L.Kovác, 2013[7]
- Megalothorax dobsinensis Papác, Raschmanová & Kovác, 2019
- Megalothorax draco  V.Papác & L.Kovác, 2013[7]
- Megalothorax gabonensis  Massoud & Vannier, 1965
- Megalothorax granulosus  C.Schneider & C.A.D’Haese, 2013[2]
- Megalothorax hipmani  V.Papác & L.Kovác, 2013[7]
- ?Megalothorax incertoides Mills, HB, 1934
- Megalothorax incertus  C.Börner, 1903
- Megalothorax interruptus  Hüther, 1967
- Megalothorax laevis  Denis, 1948
- Megalothorax massoudi  Deharveng, 1978
- Megalothorax minimus  V.Willem, 1900
- Megalothorax nigropunctatus  C.Schneider & C.A.D’Haese, 2013[2]
- Megalothorax perspicillum  C.Schneider & C.A.D’Haese, 2013[2]
- Megalothorax piloli  (K.Christiansen & P.Bellinger, 1992)
- Megalothorax poki  (K.Christiansen & P.Bellinger, 1992)
- Megalothorax potapovi  C.Schneider, D.Porco & L.Deharveng, 2016[8]
- Megalothorax processus  Panina K & Potapov M, 2022
- Megalothorax rapoporti  J.T.Salmon, 1964
- Megalothorax roseus  Panina K & Potapov M, 2022
- Megalothorax rubidus  J.T.Salmon, 1946
- Megalothorax sanctistephani  E.Christian, 1998[9]
- Megalothorax sanguineus  C.Schneider, D.Porco & L.Deharveng, 2016[8]
- ?Megalothorax spinotricosus Palacios-Vargas, JG et Sánchez, A, 1999[10] →Spinaethorax[11]
- Megalothorax subtristani  Massoud & Vannier, 1965
- Megalothorax svalbardensis  C.Schneider & C.A.D’Haese, 2013[2]
- Megalothorax tasmanterolenis  C.Schneider, M.A.Minor & C.A.D’Haese, 2023[4]
- Megalothorax tatrensis  V.Papác & L.Kovác, 2013[7]
- ?Megalothorax tonoius Palacios-Vargas, JG et Sánchez, A, 1999[10] →Spinaethorax[11]
- Megalothorax tristani  Denis & J-R, 1933
- Megalothorax tuberculatus  Deharveng & Beruete, 1993[12]
- Megalothorax willemi  C.Schneider & C.A.D’Haese, 2013[2]
- Megalothorax zealanterolenis C.Schneider, M.A.Minor & C.A.D’Haese, 2023[4]